# فرودگاه آملیا ارهارت
فرودگاه آملیا ارهارت (به انگلیسی: Amelia Earhart Airport) یک فرودگاه همگانی بهره‌برداری هوایی است که یک باند فرود آسفالت دارد و طول باند آن ۹۱۴ متر است. این فرودگاه در شهر اچسن، کانزاس کشور ایالات متحده آمریکا قرار دارد و در ارتفاع ۳۲۷ متری از سطح دریا واقع شده است.